# Mary and Max
Mary and Max es una película australiana de animación, stop motion y humor negro del 2009, escrita y dirigida por Adam Elliot. Aunque al inicio de la película se dice que está basada en hechos reales, la verdadera inspiración es la relación por carta que el director tuvo durante unos 20 años con un amigo de Nueva York. Las voces fueron grabadas por Toni Collette, Philip Seymour Hoffman, Eric Bana y Bethany Whitmore, con la narración de Barry Humphries. Se estrenó en el Festival de Cine de Sundance en 2009 y ha recibido varios premios internacionales. La película narra la larga amistad por correspondencia entre Mary, una niña de 8 años australiana, y Max, un hombre que tiene síndrome de Asperger que vive en Nueva York.

## Argumento completo
Es 1976. Mary Daisy Dinkle es una niña australiana con baja autoestima que vive en soledad. Sus compañeros de la primaria se burlan de ella porque tiene una mancha de nacimiento en su frente. El padre de Mary, Noel, es indiferente a su familia, centrado en su trabajo en una factoría de hilar etiquetas con bolsas de té y en su pasión por la taxidermia, mientras que su madre, Vera, padece cleptomanía y alcoholismo. Los únicos amigos que tiene la niña son su vecino Len Hislop, un anciano veterano de la Segunda Guerra Mundial que perdió las piernas al ser capturado por los japoneses, al que Mary recoge el correo ya que sufre de agorafobia (en las primeras escenas, Mary Daisy dice varias veces homofobia), y un gallo, Ethel. Sus principales aficiones son una serie televisiva, The Noblets, de los cuales tiene una colección de muñecos hechos por ella misma, y la leche condensada con azúcar. Un día, mientras acompañaba a su madre en la oficina de correos, descubre una guía de teléfonos de Nueva York; curiosa sobre el modo de vida de los norteamericanos, elige la dirección de un desconocido, Max, al que decide escribir una carta.
Max Jerry Horowitz, de 44 años, es un soltero sin trabajo estable, cuyo máximo consuelo es el chocolate (especialmente los perritos rellenos de onzas, una receta propia) y que sufre de obesidad mórbida y de diversos problemas mentales que desembocan en ataques de ansiedad, por lo que no se relaciona con otras personas. Cuando recibe la carta de Mary, responde y pronto se hacen amigos, pues al principio comparten la afición por los dulces y por la serie televisiva The Noblets, de la que Max colecciona los muñecos oficiales. Los dos se hacen cada vez preguntas más sensibles, lo que aumenta la ansiedad de Max cada vez que recibe la correspondencia de Mary, y pasa por una de sus peores crisis al diagnosticarlo con síndrome de Asperger, condición con la que logra entender por qué es incapaz de mostrar emociones y comprender las de los demás.
Durante las siguientes dos décadas mantienen esta amistad a distancia, basada en la vida humilde de ambos y el intercambio de dulces de chocolate. Cuando Mary alcanza la edad adulta, inspirada por el síndrome diagnosticado a su amigo, decide estudiar psicóloga. Tras la muerte de sus padres, se casa con el amor platónico de su infancia, su vecino tartamudo de origen griego Damien Popodopoulos. Mientras tanto, en Nueva York, Max gana la lotería, con cuyo premio decide comprar suministros de chocolate para toda la vida y los muñecos que faltaban en su colección de The Noblets, y donar el resto del dinero a su vecina ciega que, animada por su nueva vida, acaba por morir en un accidente de propulsor individual.
Tras conseguir el grado, Mary escribe y publica un libro en el que disecciona el síndrome de Asperger de Max gracias a la correspondencia que mantienen. Max se enfurece por ello pues, según su opinión, no padece ninguna enfermedad; la considera una parte más de su personalidad con la que ha aprendido a convivir. Decide cortar su relación con Mary enviándole el tipo de la letra "M" de su máquina de escribir. Mary acaba destrozada y se rinde al alcoholismo, y cae en depresión y abandono. Cierto día, mientras repasa las estanterías vacías de la cocina, descubre una última lata de leche condensada, en la que escribe "Lo siento" y que remite a Max. En espera infructuosa de la respuesta de su amigo, una mañana advierte en el buzón una carta de su marido Damien, en la que él confiesa que la ha dejado para irse a vivir con un agricultor neozelandés con el que también mantenía una relación por carta. Vencida, decide suicidarse, sin saber que está embarazada. Antes de quitarse la vida, aparece su vecino Len, quien ya ha vencido la agorafobia y le avisa que ha llegado un paquete de Max. Al abrirlo, Mary no solo encuentra que le ha regalado su colección completa de muñecos oficiales de The Noblets, sino una carta con los detalles de todo lo que significa su amistad para él y en la que expresa su perdón, al comprender que ella no es perfecta, al igual que él. Su lectura anima a Mary a superar la depresión y a empezar una nueva vida.
Un año después viaja a Nueva York con su hijo para por fin conocer a Max. Cuando entra a su apartamento, lo encuentra muerto, sentado en un sillón y, para sorpresa de Mary y considerando su condición, con una sonrisa en el rostro. Mary devuelve el tipo "M" a su máquina de escribir, se sienta junto a él y mira hacia arriba, mismo lugar al que parecía mirar Max antes de fallecer. Descubre que Max organizó y pegó todas sus cartas (que había estado planchando, previamente) en el techo. Emocionada por lo que su amistad significaba para él, llora con un sentimiento encontrado de tristeza y alegría.

## Temas abordados en la historia
Mary and Max habla sobre todo acerca de la importancia de la amistad. Sin embargo, también toca otros asuntos: el alcoholismo, las diferencias individuales, la soledad, los amigos imaginarios, los amigos por correspondencia. Se trata de dos seres solitarios que se ponen en contacto a través de cartas y tratan de comprenderse. Mary, una niña, plantea a Max preguntas fundamentales: sobre el amor, sobre la vida o incluso sobre la maldad (bullying) de sus compañeros de infancia. Estas preguntas generan gran ansiedad en Max, quien tiene el hábito de estar enfermo, llevar una vida que él considera "regular" y perfectamente regida por normas.

## Música
La música de Mary and Max incluyó piezas que su director, Adam Elliot, había deseado incluir en sus películas desde hacía mucho tiempo. Escuchó todas estas piezas mientras diseñaba el escenario y dirigía. El compositor Dale Cornelius completó esta selección escribiendo algunas piezas originales.
- Perpetuum Mobile – Penguin Cafe Orchestra
- Old Mother Hubbard – ABC Radio Orchestra
- Russian Rag – Sydney Alpha Ensemble
- Across Two Worlds – Dale Cornelius
- The Typewriter – Leroy Anderson
- Baile de los caballeros (Montesco y Capuleto), de Romeo y Julieta, de Serguéi Prokófiev – Orquesta Sinfónica de Sídney
- Prelude and Yodel – Penguin Cafe Orchestra
- Zadok the Priest – The King's Consort & Choir
- Max's Meltdown – Dale Cornelius
- That Happy Feeling – Bert Kaempfert & His Orchestra
- Zorba's Dance – The London Pops Orchestra
- That's Life – James Last & His Orchestra
- How I Feel/Pulping Her Life – Dale Cornelius
- Whatever Will Be Will Be (Que Sera Sera) – Pink Martini
- The Humming Chorus, de Madama Butterfly, interpretada por Nana Mouskouri
- A Swinging Safari – Bert Kaempfert

## Reparto
El reparto incluyó las voces de:
- Barry Humphries, como el narrador;
- Toni Collette, como Mary Daisy Dinkle (adulta);
- Bethany Whitmore, como Mary Daisy Dinkle (niña);
- Philip Seymour Hoffman, como Max Jerry Horowitz;
- Eric Bana, como Damian Popodopoulos, el vecino/novio/esposo de Mary Daisy;
- Renée Geyer, como Vera Lorraine Dinkle, la mamá de Mary Daisy;
- Ian "Molly" Meldrum, como el indigente;
- Carolyn Shakespeare-Allen, voces adicionales.

## Recepción
La película recibió críticas muy positivas. En Rotten Tomatoes obtuvo un 94% (con base en 48 críticas positivas, de 51) de frescura. Matt Ravier dijo que la historia es "fina como el papel" y Los Angeles Times la calificó como "notable y conmovedora".

### Taquilla
Con un presupuesto superior a los 8 millones AUD, sólo llegó a recaudar 1.444.617 dólares en Australia (una película comercial de éxito suele alcanzar los 20 millones, en el país). En la mayor parte del mundo no se proyectó comercialmente en cines ni en teatros, pero sí se exhibió brevemente en los teatros Laemmle, en la zona de Los Ángeles, y se distribuyó posteriormente en el mercado doméstico norteamericano en vídeo bajo demanda, a través de IFC Films. En Francia, Gaumont Film Company la distribuyó en salas de cine, lo mismo que hizo MFA en Alemania, y cosechó un significativo éxito de crítica y taquilla.

## Premios
Fue galardonada con el Premio a la Mejor Película de Animación en el Festival Internacional de Animación de Ottawa del 2009, y con el "Cristal" a la Mejor Película en el Festival Internacional de Cine de Animación de Annecy del 2009 (ex aequo con Coraline). Mary and Max fue elogiada en la categoría de Mejor Película de Australia por la Asociación de Críticos de Cine Australiano del 2009. Ganó el Premio Asia Pacífico a la Mejor Película de Animación 2009.